# アストラハン・ナリマノヴォ国際空港
アストラハン・ナリマノヴォ国際空港（ロシア語:  Международный аэропорт Астрахань «Нариманово»、英語: Astrakhan Narimanovo International Airport）は、ロシア・アストラハンにある空港。

## 概要
1936年に開港したが、1963年から1979年までの間は16km北西にあるプリヴォルジスキー軍用飛行場がアストラハンの主要空港であった。現在は首都モスクワ便をアエロフロート、S7航空、ポベーダ、ロシア航空の4社が運航しており、カザフスタンやイラン、ウズベキスタンなどの中央アジア諸国へのフライトも多く存在する。しかし、ソビエト連邦時代に比べると同空港のフライトは10分の1以下に減少している。

## 就航航空会社と就航都市
| 航空会社                   | 就航地                                        |
| -------------------------- | --------------------------------------------- |
| アエロフロート・ロシア航空 | モスクワ/シェレメーチエヴォ                   |
| ポベーダ                   | モスクワ/ヴヌーコヴォ、サンクトペテルブルク、 |
| UVTアエロ                  | カザン、ニジニ・ノブゴロド、ソチ              |
| アジムト航空               | ミネラーリヌィエ・ヴォードィ、ウファ、バクー  |
| アゼルバイジャン航空       | バクー                                        |
| SCAT航空                   | アクタウ                                      |